# Çiftlikköy (Ağrı)
Çiftlikköy is een dorp in de Turkse provincie Ağrı in Oost-Anatolië. In 2000 telde Çiftlikköy 1233 inwoners. In de periode van de Republiek Ararat was Çiftlikköy onder de naam Kurdava de hoofdstad van het opstandige gebied.